# Einheitsdampflokomotive

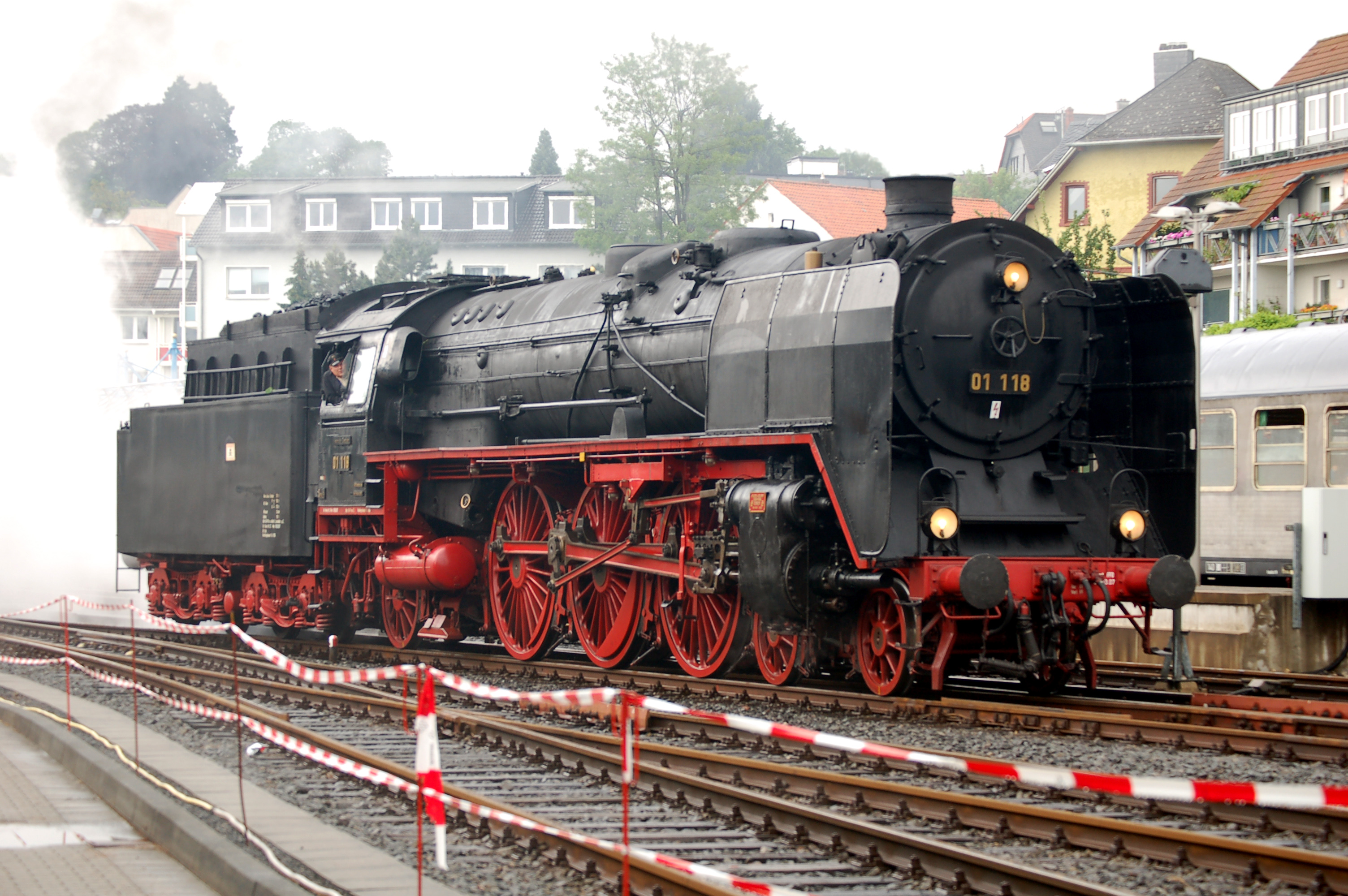
Einheitslokomotive der Baureihe 01

Als Einheitsdampflokomotiven oder kurz Einheitslokomotiven werden allgemein die im Auftrag der Deutschen Reichsbahn von 1925 bis 1945 gebauten Dampflokomotiven bezeichnet. Ziel war es, Lokomotiven mit universell tauschbaren genormten Baugruppen zu beschaffen und die von den vormaligen Länderbahnen übernommene Typenvielfalt zu reduzieren.
Ähnliche Programme mit gleicher Zielsetzung entwickelten seinerzeit auch andere Staatsbahnen in Europa. Sie orientierten sich dabei teilweise am Vorbild der Deutschen Reichsbahn, so etwa die jugoslawischen Staatsbahnen JDŽ oder die bulgarischen Staatsbahnen BDŽ.

## Entwicklung

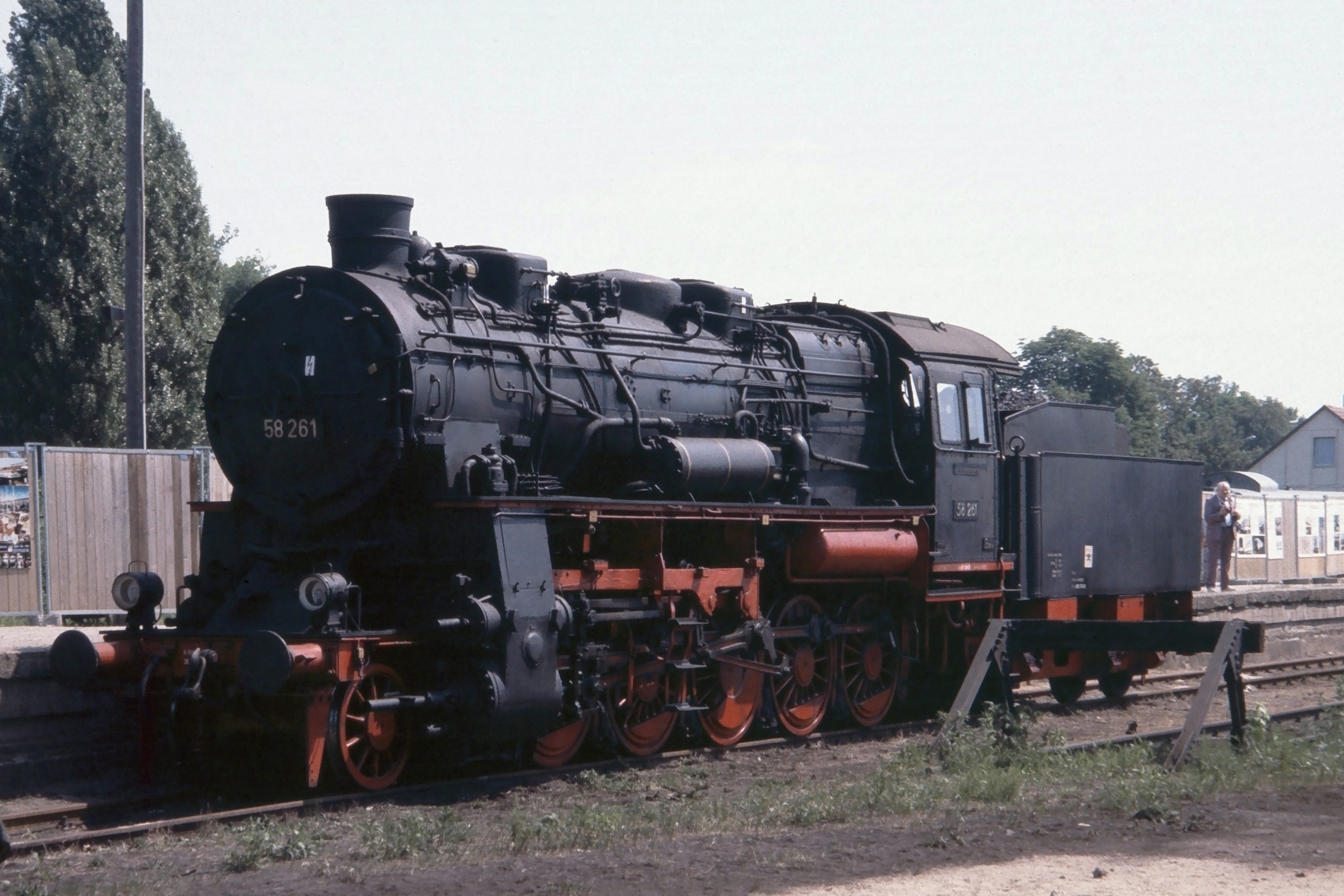
Lokomotive der preußischen Gattung G 12, die 58 261 wurde von der badischen Staatsbahn beschafft

Nach dem Zusammenschluss der Länderbahnen zur Deutschen Reichsbahn im Jahr 1920 (bis 1921 vorübergehend noch als Deutsche Reichseisenbahnen bezeichnet) umfasste der Bestand an Lokomotiven der neuen nationalen Bahngesellschaft noch 1924, obwohl seit der Gründung bereits die Bestände bereinigt und einige ältere Baureihen ausgemustert worden waren, immer noch 210 verschiedene Typen und Bauarten von Dampflokomotiven. Eine freizügige Verwendung der Lokomotiven innerhalb des Eisenbahnnetzes war damit erheblich behindert und die Unterhaltung durch das Vorhalten vieler unterschiedlicher Ersatzteile sehr aufwendig. Zudem war die Fertigungsgenauigkeit der einzelnen Bauteile so gering, dass selbst Bauteile typengleicher Lokomotiven oft nur mit Nacharbeiten verwendet werden konnten. Während des Ersten Weltkriegs hatte sich der dadurch entstehende hohe Aufwand vor allem beim gemeinsamen Einsatz von Baureihen verschiedener Länderbahnen negativ bemerkbar gemacht. Einige Länderbahnen, so etwa in Baden und Sachsen, schlossen sich daher während des Kriegs an Bestellungen für die Preußischen Staatseisenbahnen an. Faktisch galt die 1917 entwickelte preußische G 12 (BR 58.10) als die erste deutsche „Einheitslokomotive“, da sie bei nahezu allen Länderbahnen eingesetzt wurde und von mehreren Lokomotivfabriken im gesamten Reichsgebiet gebaut worden war. Diese Baureihe entsprach allerdings noch vollständig preußischen Normen.
Hinzu kam, dass nach Ende des Ersten Weltkriegs durch die umfangreichen Abgaben gemäß dem Waffenstillstand von Compiègne 1918 und den anschließenden Gebietsabtretungen infolge des Versailler Vertrags der Fahrzeugpark der deutschen Bahnen unabhängig von der Typenvielfalt erheblich reduziert war. So mussten von den 1917 vorhandenen rund 33.000 Lokomotiven über 8000 abgegeben werden. Es ergab sich daraus ein Bedarf zum Neubau und sinnvollerweise auch einer Vereinheitlichung der neu zu beschaffenden Maschinen.
Zu diesem Zweck wurde ein Ausschuss zur Normung der Lokomotiven bei der Deutschen Reichsbahn eingerichtet. Auch die Vertreter der Lokomotivindustrie beteiligten sich an diesem Vereinheitlichungsprozess. Zunächst stellte sich die Frage, ob bewährte Länderbahnbaureihen weitergebaut oder neue, modernere Lokomotiven entwickelt und bestellt werden sollten. Da die Konzeption der neuen Lokomotiven jedoch noch nicht festgelegt war und um die Lokomotivfabriken mit Anschlussaufträgen zu versorgen, wurde 1921 beschlossen, zunächst bewährte Länderbahnbaureihen weiterzubauen. Diese Typen wurden als Reichsbahnbaureihen bezeichnet. Weiter beschafft werden sollten zunächst:
- Preußische S 10.1 (BR 17.10)
- Sächsische XX HV (BR 19.0)
- Preußische P 8 (BR 38.10)
- Preußische P 10 (BR 39)
- Preußische G 8.2 (BR 56.20)
- Preußische G 10 (BR 57.10)
- Badische VI c (BR 75.10)
- Preußische T 18 (BR 78)
- Bayerische R 4/4 (BR 92.20)
- Preußische T 14.1 (BR 93.5)
- Sächsische XI HT (BR 94.20)
- Preußische T 20 (BR 95)

Außerdem sollten noch einzelne Exemplare an Sonderbauarten beschafft werden, so Zahnradlokomotiven der preußischen Reihe T 28 (BR 97.4), Lokalbahnlokomotiven der bayerischen Baureihe GtL 4/4 und diverse Schmalspurlokomotiven. Das Programm wurde allerdings nicht im beschlossenen Umfang umgesetzt. Einige Baureihen wie etwa die S 10 wurden nicht weiter beschafft, dafür beschaffte die Deutsche Reichsbahn andere frühere Länderbahnbaureihen wie die bayerische S 3/6 (BR 18.5) oder die preußische G 8.2 (BR 56.20) weiter, die noch bis zum Jahr 1930 geliefert wurden. Die weitgehend selbständig agierende Gruppenverwaltung Bayern ließ mit der DR-Baureihe 98.10 (inoffiziell gemäß bayrischer Nomenklatur als GtL 4/5 bezeichnet) sogar noch eine in der Tradition bayrischer Lokalbahnlokomotiven stehende neue Baureihe entwickeln, von der zwischen 1927 und 1933 45 Exemplare geliefert wurden.
Technische und wirtschaftliche Aspekte sowie die Absicht der Reichsbahn, die Hauptstrecken einheitlich für eine Achslast von 20 t auszubauen, führten zu der Entscheidung des Lokomotivausschusses, diese sogenannten Reichsbahnbaureihen nur vorübergehend weiter zu beschaffen und zugleich bereits neue Lokomotivtypen in vereinheitlichter Form zu entwickeln.
Zunächst ließ das Reichsbahn-Zentralamt von Borsig und Henschel zwei Typenprogramme für Einheitslokomotiven entwickeln, die jeweils zwölf Typen, von der schweren Schnellzug- bis zur C-gekuppelten Rangierlokomotive umfassten. Durch die bayerische Zweigstelle des RVM wurde zudem ein weiteres Typenprogramm bei Maffei in Auftrag gegeben. Entsprechend der dortigen Erfahrungen hatte Maffei teils deutlich von Borsig und Henschel abweichende Vorschläge gemacht, so etwa bei der Bemessung der Rostfläche und der Verwendung von Vierzylinder-Verbundtriebwerken. Auch bei der Typenauswahl war Maffei von den ursprünglichen Vorgaben abgewichen, so etwa durch den Vorschlag einer schweren 2’D1’-Personenzuglokomotive für den Personenzug- und Schnellzugdienst auf Strecken im Hügelland. Nach leidenschaftlichen Auseinandersetzungen innerhalb des Lokomotivausschusses (z. B. über die Gestaltung der Kessel und Feuerbüchse sowie über die Entscheidung zwischen Zweizylinderfrischdampftriebwerken oder Vierzylinderverbundtriebwerken) legte dieser im Herbst 1922 schließlich die Baugrundsätze und das Typenprogramm für die Einheitslokomotiven der Deutschen Reichsbahn fest. Maßgeblich beteiligt an diesen Diskussionen war der damalige Leiter des Lokomotiv-Versuchsamts Grunewald, Richard Paul Wagner, der ab Ende 1922 das zuständige Bauartdezernat im Reichsbahn-Zentralamt übernahm. Von Seiten der Lokomotivindustrie hatte vor allem August Meister, der Borsig-Chefkonstrukteur, wesentlichen Einfluss, da er zugleich das von allen Lokomotivfabriken getragene Vereinheitlichungsbüro leitete, das 1923 seine Arbeit aufgenommen hatte. Die ersten Typenreihen für die künftigen Einheitslokomotiven gehen weitgehend auf Meister zurück. Damit flossen auch einige Merkmale der letzten preußischen Gattungen G 12, P 10 und T 20 in die Grundsätze für die Einheitslokomotiven ein, ohne dass diese preußischen Gattungen als Einheitslokomotiven bezeichnet werden können.
Die ersten konkreten Aufträge auf Basis der vom Vereinheitlichungsbüro ausgearbeiteten Baupläne konnten schließlich 1924 vergeben werden. Von den Einheitslokomotivbaureihen 01, 02, 43 und 44 mit 20 t Achslast wurden zunächst Vorserien von je zehn Stück beschafft. Borsig lieferte die erste Lokomotive der Baureihe 01 im Dezember 1925 aus. Die Erprobung der Vorserie durch das Lokomotiv-Versuchsamt Grunewald zeigte erhebliche Schwächen bei der Baureihe 02. Vor allem das Vierzylindertriebwerk, dessen Konstruktionsvorgaben vom RZA unter Missachtung der bei Maffei vorliegenden umfangreichen Erfahrungen festgelegt worden waren, erwies sich als problematisch. Auch die Baureihe 44 überzeugte zunächst nicht, so dass die Baureihen 01 und 43 für die weitere Beschaffung empfohlen wurden. Parallel wurden im September 1924 weitere Baureihen in Auftrag gegeben, zunächst die vor allem für Nebenbahnen vorgesehenen Personenzuglokomotiven der Baureihen 24 und 64 sowie die Güterzuglokomotiven der Baureihe 86. Hinzu kamen die Rangierlokomotiven der Baureihen 80, 81 und 87.
Aus wirtschaftlichen Gründen und aufgrund von Verzögerungen beim Ausbau der Strecken auf höhere Achslasten konnte die Reichsbahn jedoch in den Folgejahren die Einheitslokomotiven nicht in den gewünschten Stückzahlen beschaffen. Der grundsätzlichen Entscheidung folgten zunächst 25 Maschinen der Baureihe 43 im Jahr 1928 und kleinere Jahresproduktionen der Baureihe 01. Die anhaltenden Verzögerungen beim Ausbau der Strecken führten zudem dazu, dass ab 1930 weitere Baureihen mit geringeren Achslasten (wie z. B. die Baureihe 03, Baureihe 41 oder die Baureihe 50) entwickelt und beschafft werden mussten. Lokomotiven für Hauptbahnen mit einer Achsfahrmasse von 18 Tonnen waren zu Anfang gar nicht vorgesehen gewesen, lediglich die leichten Typen für Nebenbahnen waren auf 15 Tonnen ausgelegt.
Von den 30 Baureihen und Unterbaureihen des Typenprogramms erreichten 13 Baureihen eine Stückzahl von maximal 16 Exemplaren und blieben damit Splittergattungen. Größere Stückzahlen von mehr als 100 Einheiten wurden bis 1936 nur bei den Baureihen 01, 03, 64 und 86 erreicht.
Trotz der ehrgeizigen Pläne brach die Lokomotivbeschaffung der Deutschen Reichsbahn sogar ab 1925 auf rund ein Zehntel der mittleren Beschaffungsmengen der Jahre 1914–1920 ein und blieb bis 1938 auf diesem Niveau. Ursächlich hierfür waren zum einen die Waffenstillstandsablieferungen und die Zeit der Inflation bis 1923. Um die Lücken der Ablieferungen an die Alliierten zu schließen, bestellten die Länderbahnen bereits 1919 erhebliche Mengen neuer Lokomotiven, was die Reichsbahn ab 1920 fortsetzte. In der Inflationszeit bezahlte die Reichsbahn mit den schnell entwerteten Papiermark und tätigte so umfangreiche, für sie sehr günstige Bestellungen. Mit den umfangreichen Aufträgen sollten zudem Arbeitsplätze für die aus dem Krieg zurückkehrenden Soldaten gesichert werden. Zum anderen führten die weltwirtschaftlichen Krisen zu einem Rückgang beim Personen- und Güterverkehr und damit sinkendem Fahrzeugbedarf. Trotz umfangreicher Ausmusterungen älterer Baureihen wies die Reichsbahn einen Überbestand an Lokomotiven aus. Waren 1924 noch 600 Lokomotiven beschafft worden, so sank diese Zahl bis 1930 auf etwa 100 Lokomotiven pro Jahr.
So entstanden bis 1930 erst 500 Einheitslokomotiven, was lediglich 2 % des Gesamtbestandes von rund 25 000 Lokomotiven der Reichsbahn entsprach, 1934 waren es 1000 Einheitslokomotiven, rund 4 % des Gesamtbestandes entsprechend, und 1938 existierten 1500 Einheitslokomotiven, womit sie ca. 6 % aller Reichsbahn-Dampflokomotiven ausmachten. Bis zum Ende der 1930er Jahre dominierten daher die übernommenen und nachbeschafften Baureihen der Länderbahnen, insbesondere die preußischen Baureihen.
Reichsbahn-Generaldirektor und Reichsverkehrsminister Julius Dorpmüller konnte erst im März 1939 nach massiven Transportproblemen im Winter zuvor ein umfangreiches Neubeschaffungsprogramm auflegen, das bis dahin – die Aufrüstung hatte im nationalsozialistischen Deutschland Vorrang – an fehlenden Stahlkontingenten gescheitert war. Das auf mehrere tausend Einheitslokomotiven ausgelegte Programm fiel allerdings vor allem hinsichtlich der geplanten Beschaffungen von Schnellzug- und Personenzuglokomotiven dem Ausbruch des Zweiten Weltkriegs zum Opfer.

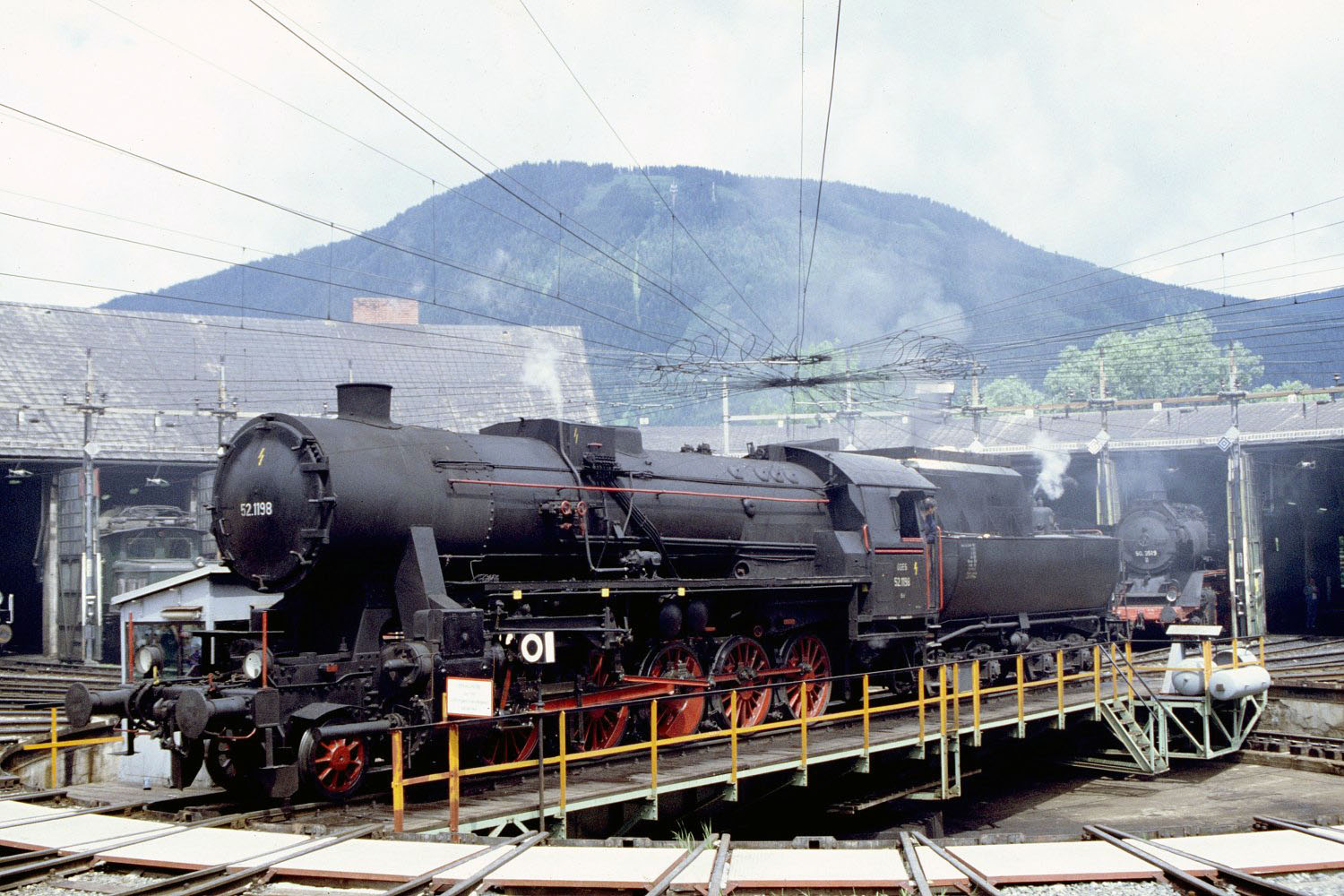
Kriegslokomotive der Baureihe 52

Erst ab 1939 zogen die Beschaffungsmengen deutlich an. Mit dem Produktionsprogramm für vereinfacht konstruierte Lokomotiven für Güterzüge, das in den Bau der Kriegslokomotiven überleitete, wurden Lokomotiven für eine Achslast von 15 t in nennenswerten Stückzahlen gebaut – nun aber aufgrund einer anderen Zielsetzung zur Unterstützung der Kriegsführung. Bis zum Jahr 1945 stieg die Gesamtzahl der Einheits- und Kriegslokomotiven auf rund 14 500 an und erreichte damit rund 33 % des Gesamtbestandes.
Dieser Tatbestand steht im krassen Widerspruch zur Selbstdarstellung der Deutschen Reichsbahn, die durch Eisenbahnausstellungen, Rekordfahrten, die Einführung des SVT-Netzes und stolze Bildberichte den Eindruck eines modernen Eisenbahnunternehmens vermitteln wollte. Tatsächlich waren die geringen Mengen beschaffter Maschinen die Ursache dafür, dass das mittlere Alter des Lokomotivbestandes in den Jahren 1925 bis 1938 immer weiter anstieg.

## Baugrundsätze der Einheitslokomotiven
In Hinblick auf die gestiegene Leistungsanforderungen an die Lokomotiven erwies sich der bei früheren Dampflokomotiven häufig verwendete genietete Blechrahmen bei der Durchbildung leistungsstärkerer Kessel als hinderlich. Aus Festigkeitsgründen muss ein genieteter Blechrahmen eine gewisse Bauhöhe haben, wodurch die Breite des Stehkessels aufgrund der in Hinblick auf die Fahrzeugbegrenzungslinie einzuhaltende maximale Gesamthöhe der Lokomotiven auf den Raum zwischen den Rahmenwangen begrenzt ist. Da ferner der Rost zur ordnungsgemäßen Beschickung mit Brennstoff nicht beliebig verlängert werden kann, sind der Rostfläche sowie der Größe des Stehkessels und damit auch dem Leistungsvermögen des Gesamtkessels beim genieteten Blechrahmen Grenzen gesetzt.
Durch Verwendung des bei deutlich geringerer Bauhöhe zudem festeren Barrenrahmens konnte der Stehkessel frei über dem Rahmen, also breiter und ohne unzweckmäßige Verlängerung des Rostes größer ausgeführt werden. Gleichfalls zwecks Steigerung der Kesselleistung wurden unter Betonung der Berührungsheizfläche in den Heiz- und Rauchrohren im Verhältnis zur Strahlungsheizfläche die Langkessel verlängert. Um niedrige Verbrauchswerte zu erzielen und die indizierte Leistung zu steigern, bemaß man den Überhitzer im Interesse hoher Dampftemperaturen großzügig.
Die Leistung der Dampfmaschine wollte man bei den Einheitslokomotiven ferner durch einen möglichst geringen Gegendruck im Zylinder steigern. Hierzu wurden die Rohrquerschnitte im Kessel so abgestimmt, dass bei noch ausreichender Feueranfachung auf dem Rost die Rauchgase mit möglichst geringem Saugzug durch das Rohrbündel gelangten. Ferner führte man die Rauchkammer mit großem Volumen aus und ordnete ein weithalsiges Blasrohr tief unter dem Schornstein an. Durch die tiefe Blasrohrlage einerseits und die hohe Kessellage andererseits ergab sich ein niedriger, wuchtig wirkender Schornstein großer Weite. Des Weiteren achtete man auf weite Dampfwege im Zylinder und verwendete Kolbenschieber mit großem Querschnitt, um leistungsmindernde Drosselverluste in der Dampfmaschine zu vermeiden.
Die Triebwerke einschließlich der Lagerstellen wurden sehr robust ausgeführt. Da die Bremsklötze in Höhe der Achsmitten angeordnet wurden, ergaben sich große Gesamtachsstände. Die Bremsklötze bremsen Treib- und Kuppelradsätze in der Regel von vorn. Nachdem die Bremsleistung bei schnellfahrenden Lokomotiven nicht mehr ausreichend war, erhielten diese Scherenbremsen, die je einen Radsatz von vorn und einen von hinten bestrichen.
Durch Verwendung einzelner Bauteile oder Baugruppen, wie z. B. Kessel, Laufradsätze, Dreh- und Lenkgestelle u. ä. für möglichst viele Typen, konnten beim Bau, in der Ausbesserung und im Ersatzteillager erhebliche Ersparnisse erzielt werden. Genormt wurden nicht nur Groß- und Einzelteile wie Radsätze, Lager, Zylinderblöcke und Führerhäuser, sondern auch Materialqualitäten und -stärken sowie Anschlussmaße. Durch eine einheitliche Tenderkupplung mit Haupt- und zwei Notkuppeleisen sowie zwei durch eine Blattfeder vorgespannte Stoßpuffer wurden die Schlepptender ohne weitere Anpassungsarbeiten frei tauschbar. Beim Übergang von Niet- auf Schweißkonstruktionen wurde trotzdem nach Möglichkeit auf die weitere Tauschbarkeit der Teile geachtet.
Rein äußerlich sind daher die deutschen Einheits-Dampflokomotiven durch den Barrenrahmen, den langen großen Kessel und einen entsprechend niedrigen Schornstein sowie dem untereinander einheitlichen Erscheinungsbild von Baugruppen wie Drehgestellen, Führerhäusern und zugehörigen Schlepptendern sowie den typischen, großflächigen „Wagner“-Windleitblechen und später den kleineren „Witte“-Windleitblechen vorn am Schornstein gekennzeichnet. Das Aussehen der stromlinienverkleideten Einheitslokomotivtypen ist außerdem geprägt durch die zwecks guter Zugänglichkeit offene Anordnung aller Teile. Ein typisches Merkmal der Einheitslokomotiven sind die waagerechten Handstangen unter den Führerstandsfenstern. Sie sind zur Einhaltung der Fahrzeugumgrenzungslinie in die Seitenwände eingezogen.

## Einheitsdampflokomotiv-Baureihen

### Übersicht
Man bemühte sich, im Betrieb mit möglichst wenig Lokomotivgattungen auszukommen und den zulässigen Achsdruck, von der Art des Oberbaues bestimmt, leistungsmäßig voll auszunutzen. Die Reihenfolge beim Bau der Einheitslokomotive richtete sich nach den Bedürfnissen des Betriebes und dem Alter der zu ersetzenden Länderbauarten. Dennoch wurde das ursprünglich auf zwölf Typen beschränkte Programm sehr bald um weitere Bauarten erweitert, vor allem durch die Aufnahme leichterer Hauptbahntypen für Strecken mit geringerem zulässigen Achsdruck sowie diverse Sonderbauarten für spezielle Streckenverhältnisse. Nicht alle ursprünglich 1922 in das Programm aufgenommenen Bauarten wurden realisiert. So unterblieb bspw. der Bau der Baureihe 20, die mit der Achsfolge 2’C die Nachfolge der weit verbreiteten Preußischen P 8 (Baureihe 38.10–40) hätte antreten sollen. Ebenso blieb die Baureihe 83, die der Ersatz für die Preußische T 16.1 (Baureihe 94.5–17) werden sollte, lediglich ein Entwurf. Mitte der 1930er Jahre wurden weitere Bauarten vorgesehen, die ebenfalls nicht Realität wurden, bspw. eine schwere Mikado als Nachfolger für die Preußische P 10.
Normalspur
| Bild | Baureihe | Gattung                                   | Anzahl (davon erhalten) | Bauzeit    | Achsfolge                             | Achslast | Bemerkung |
| ---- | -------- | ----------------------------------------- | ----------------------- | ---------- | ------------------------------------- | -------- | --- |
|      | 01       | S 36.20                                   | 231 (16)                | 1925–1938  | 2’C1’ h2                              | 20 t     | weitere 10 Lokomotiven ab 1937 aus den Vierzylinderverbundlokomotiven der Baureihe 02 umgebaut, nach dem Zweiten Weltkrieg bei DB und DR zum Teil mit Neubaukesseln umgebaut |
|      | 01.10    | S 36.20                                   | 55 (10)                 | 1939–1940  | 2’C1’ h3                              | 20 t     | ursprünglich mit Stromlinienverkleidung |
|      | 02       | S 36.20                                   | 10 (–)                  | 1925–1926  | 2’C1’ h4v                             | 20 t     | ab 1937 in Zweizylinderlokomotiven umgebaut und in die Baureihe 01 eingeordnet                                                                                               |
|      | 03       | S 36.17 (03 001–122) S 36.18 (03 123–298) | 298 (9)                 | 1930–1938  | 2’C1’ h2                              | 18 t     | |
|      | 03.10    | S 36.18                                   | 60 (3)                  | 1939–1941  | 2’C1’ h3                              | 18 t     | ursprünglich mit Stromlinienverkleidung |
|      | 04       | S 36.18                                   | 2 (–)                   | 1932       | 2’C1’ h4v                             | 18 t     | Mitteldrucklokomotiven, ab 1935 als Baureihe 02.1 eingeordnet |
|      | 05       | S 37.19                                   | 3 (1)                   | 1935–1937  | 2’C2’ h3                              | 20 t     | ursprünglich mit Stromlinienverkleidung |
|      | 06       | S 48.20                                   | 2 (–)                   | 1939       | 2’D2’ h3                              | 20 t     | mit Stromlinienverkleidung |
|      | 23       | P 35.18                                   | 2 (–)                   | 1941       | 1’C1’ h2                              | 18 t     | |
|      | 24       | P 34.15                                   | 95 (4)                  | 1928–1940  | 1’C h2                                | 15 t     | zwei Mitteldrucklokomotiven als 1’C h2v ausgeführt |
|      | 41       | G 46.18                                   | 366 (23)                | 1937–1941  | 1’D1’ h2                              | 18 t     | Achslast ursprünglich zwischen 18 t und 20 t verstellbar |
|      | 43       | G 56.20                                   | 35 (1)                  | 1926–1928  | 1’E h2                                | 20 t     | |
|      | 44       | G 56.20                                   | 1989 (17)               | 1926–1949  | 1’E h3                                | 20 t     | während des Zweiten Weltkriegs als ÜK-Lokomotive weiter beschafft |
|      | 45       | G 57.18                                   | 28 (1)                  | 1936–1937  | 1’E1’ h3                              | 18 t     | Achslast ursprünglich zwischen 18 t und 20 t verstellbar |
|      | 50       | G 56.15                                   | 3164 (> 90)             | 1939–1948  | 1’E h2                                | 15 t     | während des Zweiten Weltkriegs als ÜK-Lokomotive weiter beschafft, dann zur Kriegslokomotive Baureihe 52 weiterentwickelt                                                    |
|      | 61       | St 37.18 (61 001) St 38.18 (61 002)       | 2 (–)                   | 1935, 1939 | 2’C2’ h2t (61 001) 2’C3’ h3t (61 002) | 18 t     | mit Stromlinienverkleidung und Scharfenbergkupplungen für den Henschel-Wegmann-Zug, Lokomotive 61 002 wurde 1961 zur bis heute erhaltenen DR 18 201 umgebaut.                |
|      | 62       | Pt 37.20                                  | 15 (1)                  | 1928–1932  | 2’C2’ h2t                             | 20 t     | |
|      | 64       | Pt 35.15                                  | 520 (19)                | 1928–1940  | 1’C1’ h2t                             | 15 t     | |
|      | 71.0     | Pt 24.15                                  | 6 (–)                   | 1934–1936  | 1’B1’ h2t                             | 15 t     | In Konkurrenz zu Dieseltriebwagen für den Einmannbetrieb mit mechanischer Rostbeschickung vorgesehen                                                                         |
|      | 80       | Gt 33.17                                  | 39 (7)                  | 1927–1929  | C h2t                                 | 17 t     | |
|      | 81       | Gt 44.17                                  | 10 (1)                  | 1928       | D h2t                                 | 17 t     | |
|      | 84       | Gt 57.18                                  | 12 (–)                  | 1935–1937  | 1’E1’ h2t/h3t                         | 18 t     | mit Schwartzkopff-Eckhardt-Lenkgestellen ohne festen Achsstand speziell für Strecke Heidenau–Altenberg konzipiert                                                            |
|      | 85       | Gt 57.20                                  | 10 (1)                  | 1932–1933  | 1’E1’ h3t                             | 20 t     | |
|      | 86       | Gt 46.15                                  | 776 (13)                | 1928–1943  | 1’D1’ h2t                             | 15 t     | während des Zweiten Weltkriegs als ÜK-Lokomotive weiter beschafft |
|      | 87       | Gt 55.17                                  | 16 (–)                  | 1927–1928  | E h2t                                 | 17 t     | Endachsen mit Luttermöller-Achsantrieb, speziell für den Hamburger Hafen beschafft,                                                                                          |
|      | 89.0     | Gt 33.15                                  | 10 (1)                  | 1934–1937  | C h2t/n2t                             | 15 t     | Einzige Einheitslokomotivbauart mit Rahmenwasserkasten |

Schmalspur
| Bild | Baureihe | Gattung | Anzahl  | Bauzeit   | Achsfolge | Spurweite | Bemerkung |
| ---- | -------- | ------- | ------- | --------- | --------- | --------- | --- |
|      | 99.22    | K 57.10 | 3 (1)   | 1931      | 1’E1’ h2t | 1000 mm   | |
|      | 99.32    | K 46.8  | 3 (3)   | 1932      | 1’D1’ h2t | 900 mm    | für die Schmalspurstrecke Bad Doberan–Ostseebad Kühlungsborn und in vielen Teilen abweichend, eine vierte Maschine wurde 2008 nachgebaut |
|      | 99.73–76 | K 57.9  | 32 (14) | 1929–1932 | 1’E1’ h2t | 750 mm    | |

### Schnellzug- und Personenzuglokomotiven
Zu den ersten Einheitslokomotiven zählten die ab 1925 gebauten zweizylindrigen Schnellzuglokomotiven der Baureihe 01 (Leistung etwa 2200 PS, Achsfolge 2’C1’ h2). Sie sollten vor allem die Baureihe 17 ablösen, die überwiegend  aus preußischen (S 10), sächsischen (XII H) und bayerischen (S 3/5) Maschinen des vierzylindrigen Typs 2’C h4v (siehe Achsfolge) bestand. Diese waren mit Leistungen um 1500 PS und Höchstgeschwindigkeiten um 110 km/h den Betriebsansprüchen nicht mehr ausreichend gewachsen.
Mit den Lokomotiven der ebenfalls ab 1925 gebauten Baureihe 02 wurde der Versuch unternommen, Einheitslokomotiven mit Vierzylinderverbunddampfmaschine aufzulegen. Positive Vorerfahrungen gab es bereits mit zahlreichen Maschinen der Länderbahnen, die in den Reichsbahn-Baureihen 17 (2’C h4v), 18.3 und 18.4–5 (2’C1’ h4v) sowie 19 (1’D1’ h4v) eingeordnet waren. Die Erfahrungen vor allem der süddeutschen Länderbahnen mit der Konstruktion von Verbundlokomotiven wurden dabei zugunsten der angestrebten Einheitlichkeit vernachlässigt, so dass die Lokomotiven der Baureihe 02 nicht optimal aufeinander abgestimmte Dampferzeugung und Zylinder erhielten. Trotz der höheren Leistung und des geringeren Brennstoffverbrauchs bei höheren Geschwindigkeiten wurde der höhere Wartungsaufwand zum Anlass genommen, die Baureihe 02 nicht in Serie zu bauen. Die zehn Schnellzuglokomotiven wurden zwischen 1937 und 1942 in Zweizylindermaschinen umgebaut und in die Baureihe 01 eingeordnet.
Nach 1930 folgten mit der Baureihe 03 Lokomotiven für leichtere Schnellzüge und Strecken mit geringer belastbarem Oberbau (Achsfahrmasse 18 t, Leistung ca. 2000 PS). Mit ihnen wurden die ersten Vorversuche für schnellfahrende Lokomotiven ausgeführt, wobei sich die Laufeigenschaften bei 140 km/h für eine Zweizylinderlokomotive noch als gut herausstellten. Der Kessel zeigte allerdings eine im Vergleich mit den in der Baureihe 18 zusammengefassten älteren Länderbahnlokomotiven eine schlechte Dauerleistung, so dass die Lokomotiven dieser Baureihe vor allem auf Mittelgebirgsstrecken schnell an die Grenzen ihrer Leistungsfähigkeit kamen.
Das von Bauartdezernent Wagner eigentlich abgelehnte Verbundprinzip wurde bei den beiden Lokomotiven der Baureihe 04 wieder angewendet. Diese an der Baureihe 03 orientierten Lokomotiven waren versuchsweise als Mitteldrucklokomotiven ausgelegt werden. Durch hochfeste Kesselstähle wurden 25 atü im Unterschied zu den sonst maximal zulässigen 16 atü ermöglicht. Um den Dampfdruck vollständig auszunützen, erhielten die Lokomotiven einen Vierzylinderverbundantrieb. Da Krupp als Erbauer auf früher bei Maffei mit dem Bau von Verbundlokomotiven beschäftigte Fachleute und die damit erworbenen Erkenntnisse zurückgreifen konnte, erwies sich der Antrieb im Vergleich mit der misslungenen Baureihe 02 als effizient und sparsam. Nach kurzer Zeit zeigte sich jedoch, dass der verwendete Kesselbaustahl nicht dauerhaft für den höheren Druck geeignet war, er musste auf 20 atü herabgesetzt werden. Die Lokomotiven wurden seitdem als Baureihe 02.1 geführt. Beide Maschinen wurden 1939 ausgemustert, nachdem die 02  101 durch einen Kesselzerknall schwer beschädigt worden war.
Ebenfalls in Einheitsbauweise, jedoch nur mit einer Stückzahl von drei Exemplaren, entstanden 1935 mit den Maschinen der Baureihe 05 weiterführende Schnellfahrlokomotiven. Sie waren regulär für eine Höchstgeschwindigkeit von 175 km/h zugelassen. Die 05 002 stellte mit 200,4 km/h den Geschwindigkeitsweltrekord für Dampflokomotiven auf. Dieser Rekord wurde später nur noch von der englischen Mallard, einer Lokomotive der LNER-Klasse A4 offiziell überboten, wobei kritisiert wurde, dass dies auf einer Gefällestrecke geschah und die Lok die Rekordfahrt nicht ohne Schaden überstand.
Die noch größeren Lokomotiven der Baureihe 06 mit der Achsfolge 2’D2’ h3 und einer zugelassenen Höchstgeschwindigkeit von 140 km/h wurden nur in zwei Exemplaren gebaut, da diese Baureihe im Laufverhalten und den Kesseleigenschaften nicht überzeugte.
1937 wurden von den Baureihen 01 und 03 Varianten mit drei Zylindern als Baureihen 01.10 und 03.10 entwickelt. Der dritte Zylinder befand sich mittig zwischen den äußeren Zylindern und wirkte mit seiner Treibstange auf die dafür gekröpfte erste Kuppelachse. Dies erlaubte mit der Versetzung der seitlichen und mittleren Kurbelpunkte am Umfang des Rades einen ruhigeren Lauf und die erhöhte Zylinderhub-Abfolge pro Radumdrehung ein höheres Anzugsvermögen, die den Anforderungen des Schnellverkehrs entgegenkamen. Bei Auslieferung waren diese Maschinen mit einer Stromlinienverkleidung ausgerüstet. Diese wurde ab 1941 aus Wartungsgründen zunächst im Bereich des Triebwerks bis auf Höhe der Achswellen zurückgeschnitten und nach dem Ende des Zweiten Weltkriegs komplett entfernt, zumal der durch die Verkleidung erhoffte Zugkraftvorteil im Geschwindigkeitsbereich bis 140 km/h geringer als erwartet ausfiel.
Für den Betrieb auf Nebenbahnen kamen ab 1928 die 1’C h2-Personenzuglokomotiven der Baureihe 24 zur Auslieferung (Achsdruck 15 t, Leistung Ni ~ 920 PS, Spitzname Steppenpferd, was auf die Einsätze in Ostpreußen zielte). Als Lokomotiven mit Schlepptender waren sie für längere Zugläufe und mit einer Höchstgeschwindigkeit von 90 km/h auch für leichte Eilzüge vorgesehen. In vielen Teilen baugleich waren die Tenderlokomotiven der Baureihe 64 mit der Achsfolge 1’C1’ h2 mit symmetrischem Laufwerk für kürzere Strecken im Pendelverkehr. Als Personenzugtenderlokomotiven für kurze Hauptstrecken mit zahlreichen Wendepunkten (Kopfbahnhöfen) wurden die 2’C2’ h2-Lokomotiven der Reihe 62 gebaut (Höchstgeschwindigkeit 100 km/h). Die Baureihe 23, eine Schlepptenderlokomotive mit der Achsfolge 1’C1’ h2, wurde Ende der 1930er Jahre als Ersatz für die Preußische P 8 entwickelt. Ihr Bau kam kriegsbedingt nicht über zwei 1941 gelieferte Vorserienloks hinaus.
Für die Beförderung kurzer, schneller Personenzüge wurden 1934 zwei und 1936 nochmals vier 1’B1’ h2t-Tenderlokomotiven gebaut. Die auf Einmannbedienung ausgelegten Lokomotiven wurden als Baureihe 71.0 in den Bestand eingeordnet, obwohl sie als Einheitslokomotiven laut Nummernplan von 1925 eigentlich eine Stammnummer zwischen 60 und 69 hätten erhalten müssen. Die Lokomotiven wiesen erhebliche konstruktive Mängel auf, zudem standen in den 1930er Jahren in ihrem Einsatzbereich mittlerweile genug leistungsfähige Triebwagen zur Verfügung.

### Güterzug- und Rangierlokomotiven
Da man für die typischen Güterzuglokomotiven der Länderbahnen, z. B. pr. G 8.3 und G 8.2 in absehbarer Zeit Ergänzungen und Ersatz benötigen würde, wurden auch hier Einheitslokomotiven beschafft. Als Güterzuglokomotiven entstanden nach 1925 zuerst die zweizylindrigen Lokomotiven der Baureihe 43 (1’E h2) und die dreizylindrige der Baureihe 44 mit jeweils 20 t Achsdruck. Im Rahmen der angestrebten Vereinheitlichung waren viele Bauteile (z. B. der Kessel) weitgehend identisch mit denen der Baureihe 01.
Als Tenderlok-Variante davon wurden 1932 die 1’E1’ h3t-Baureihe 85 gebaut.
1928 kamen die leichteren 1’D1’ h2t-Tenderlokomotiven der Baureihe 86 (Achsdruck 15 t) und 1’C1’ h2-Tenderlokomotiven der Baureihe 64, bei der viele Teile baugleich mit der Reihe 24 waren, für den Personen- und Güterverkehr auf Nebenbahnen hinzu.
Die 1’D1’ h2-Güterzuglokomotiven der Baureihe 41 (viele Bauteile identisch mit denen der Reihe 03) war für schnelle Güterzüge, z. B. für den Fisch- und Obsttransport, bestimmt. Mit 1600 mm Raddurchmesser erreichten sie eine Höchstgeschwindigkeit von 90 km/h. Damit waren sie schon im Bereich des leichten Schnellzugdienstes, wo sie aushilfsweise und beispielsweise auf den Strecken des Thüringer Waldes (z. B. nach Meiningen von Arnstadt und Eisenach) oft eingesetzt wurden.
Weitere Maschinen in Einheitsbauweise, jedoch mit geringer Stückzahl, entstanden z. B. ab 1936 mit den schweren und besonders leistungsfähigen 1’E1’ h3-Güterzuglokomotiven der Baureihe 45. Zur Leistungssteigerung und Erhöhung der Wirtschaftlichkeit wurde unter anderem bei der Baureihe 45 mit einer Erhöhung des Drucks des Kessels auf 20 bar experimentiert. Der verwendete Kesselbaustahl St47k waren dem erhöhten Druck auf Dauer jedoch nicht gewachsen, so dass dieser zunächst auf die üblichen 16 bar reduziert werden musste. Die Kessel wurden später z. T. komplett ausgetauscht.
Für den Rangierdienst entstanden 1926 die C h2-Lokomotiven der Baureihe 80, die D h2-Lokomotiven der Baureihe 81 (Leistung 860 PS) sowie 1934 die C h2-Lokomotiven der Reihe 89.0. Da die Reichsbahn von den Länderbahnen umfangreiche Bestände an Rangierlokomotiven übernommen hatte, bestand allerdings kein echter Bedarf an neuen Rangierlokomotiven, alle drei Baureihen wurden daher nur in geringen Stückzahlen beschafft (Baureihe 80: 39 Stück, Baureihe 81 und 89: je 10 Stück).
Für den Betrieb im Hamburger Hafen mit seinen engen Bögen wurde die fünffach gekuppelten Lokomotiven der Baureihe 87 mit zahnradgekuppelten Luttermöller-Endachsen konstruiert. Die 16 Lokomotiven dieser Bauart wurden jedoch bereits 1954 wieder ausgemustert, weil die Lager bei höheren Geschwindigkeiten zum Heißlaufen neigten und sie daher nur im Rangierdienst eingesetzt werden konnten. Als Ersatz wurden Neubaudampflokomotiven der Baureihe 82 mit Beugniot-Lenkgestellen verwendet.

### Schmalspurlokomotiven
Die Baugrundsätze der Einheitslokomotiven sollten auch für neugebaute Lokomotiven auf Schmalspurbahnen gelten, um die Kosten für Wartung und Instandsetzung zu reduzieren.
Zunächst wurden von 1928 bis 1933 32 Lokomotiven der Baureihe 99.73–76 für die sächsischen Schmalspurstrecken mit einer Spurweite von 750 mm gebaut. 1929 wurde für die preußischen, bayerischen, badischen und württembergischen Schmalspurbahnen mit 1000 mm Spurweite (Meterspur) die Baureihe 99.22 entwickelt. Es wurden jedoch nur drei Exemplare gebaut, welche mit dem Kessel der Baureihe 81 ausgerüstet waren.
1932 entstanden mit der Baureihe 99.32 für 900 mm Spurweite die letzte Schmalspureinheitslokomotiven. Sie wurde in drei Exemplaren für die Bäderbahn Bad Doberan–Kühlungsborn gebaut. 2009 folgte ein viertes Exemplar – neben dem Neubau einer Sächsischen I K eine der ersten in Deutschland neu gebauten Dampfloks nach vielen Jahrzehnten. Diese Lokomotiven weichen technisch von den Einheitslokomotivgrundsätzen ab, beispielsweise durch Blech- statt Barrenrahmen. Wegen der Verwendung von vielen genormten und tauschbaren Teilen werden sie trotzdem zu den Einheitslokomotiven gerechnet.